# Sop Ruak
Sop Ruak is een plaats in de amphoe Chiang Saen in Thailand. De plaats was vroeger een belangrijke plaats binnen de Thaise opiumhandel. Bij Sop Ruak ligt het drielandenpunt van Thailand, Myanmar en Laos (Gouden Driehoek).
De plaats had een stadsmuur, maar die is grotendeels vervallen. Sop Ruak heeft ook een school.

## Bezienswaardigheden
- Gouden Driehoek
- Hall of Opium
- Wat Phra That Phu Khao
- Opiumhuis